# Interni olandesi
Gli interni olandesi sono una serie di tre dipinti di Joan Miró, nell'estate del 1928, dopo un viaggio in Belgio e nei Paesi Bassi, ispirato da pittori fiamminghi del Seicento. Uno di essi è stato esposto alla mostra internazionale surrealista di Parigi del 1938.
L'Interno olandese I è una reinterpretazione di un dipinto da Martensz Sorgh dal titolo Liutista (1661); L'Interno olandese II è una versione dil dipinto Lezione di Danza da Jan Steen (1665), e l'Interno olandese III è ispirato dal lavoro de Jan Steen intitolato Giovane donna nel bagno (1659). Anche se questa non è la prima volta che un pittore è ispirato dal lavoro di un altro, il rapporto tra i maestri del Secolo d'oro olandese e uno degli artisti più innovativi del ventesimo secolo è stata di interesse per gli studiosi.

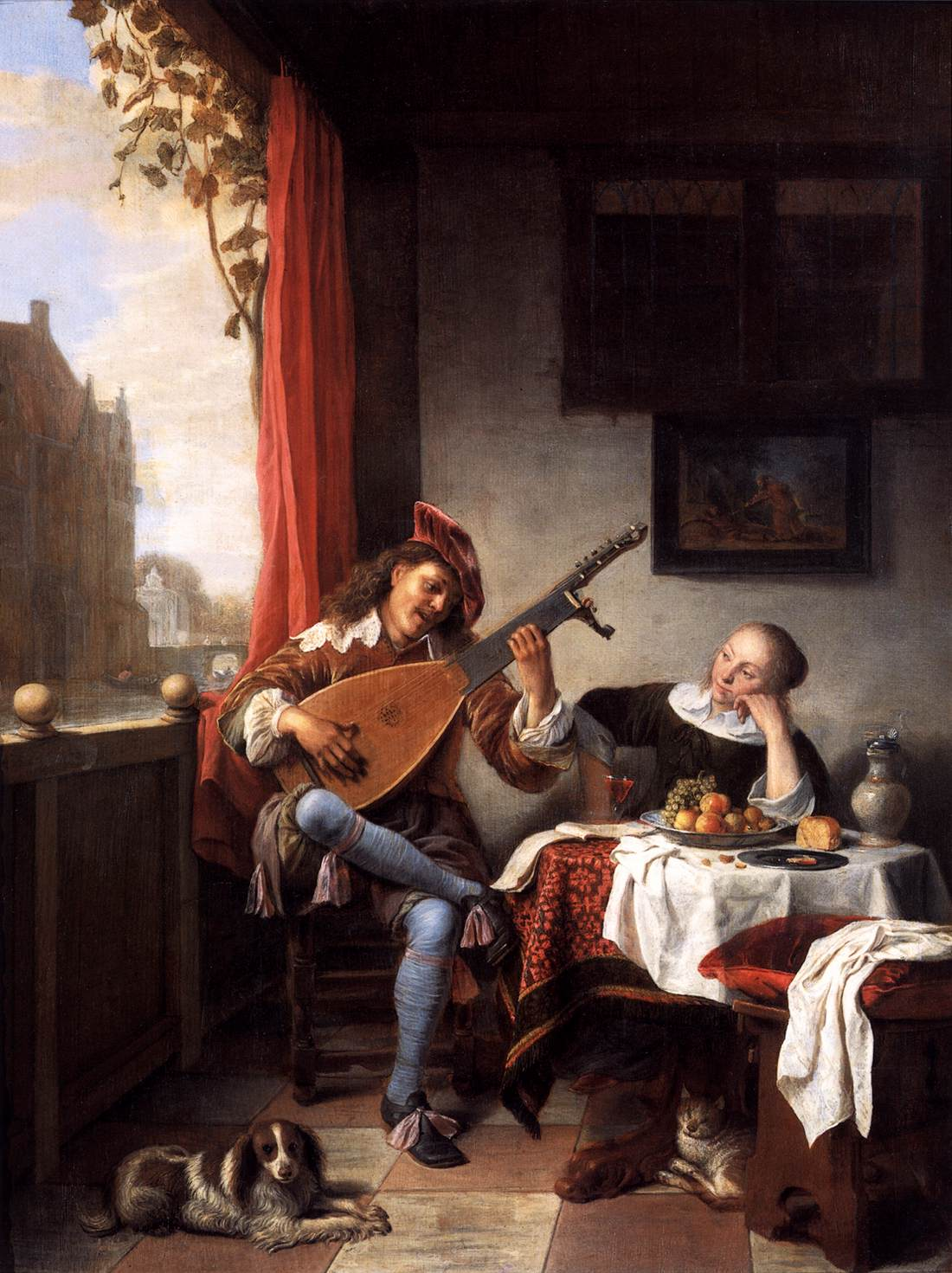
Interior I, Martensz Sorgh; guarda il dipinto nel MoMA)
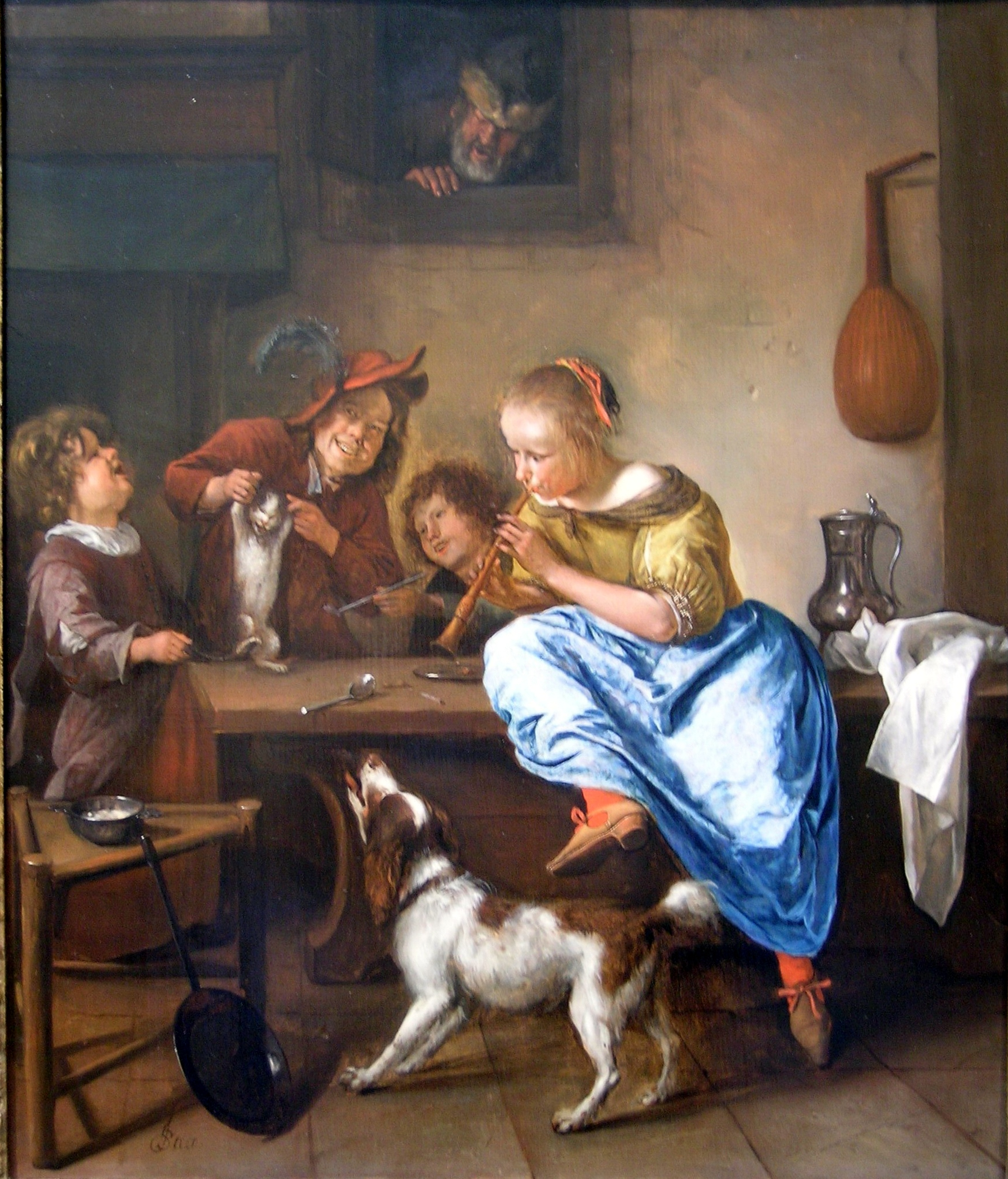
Interior II, Jan Steen; guarda il dipinto[collegamento interrotto] nell Guggenheim Museum
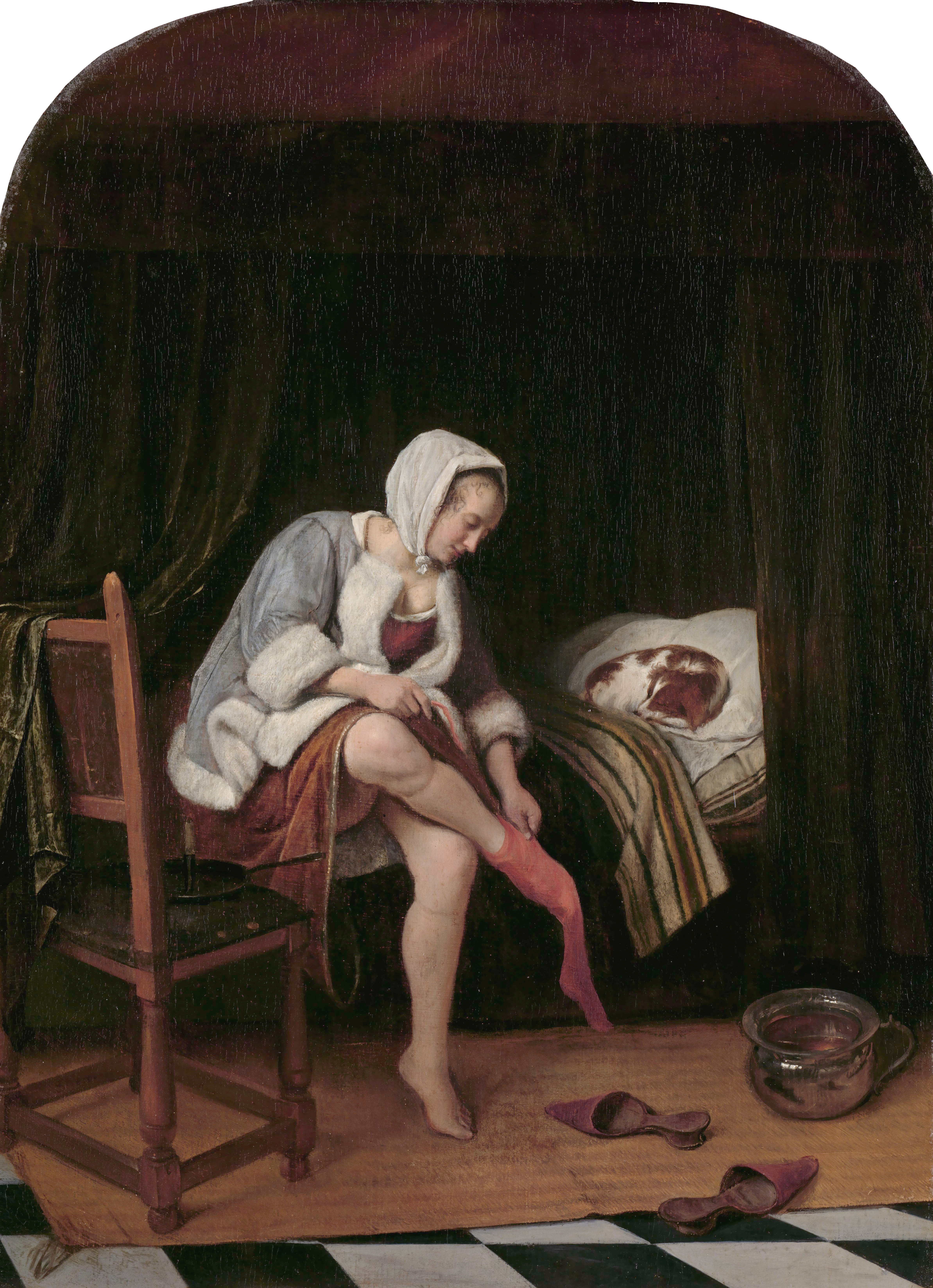
Interior III, Jan Steen; guarda il dipinto Archiviato il 1º luglio 2015 in Internet Archive. nel Metropolitan Museum of Art